# Pycnotropis falcata
Pycnotropis falcata är en mångfotingart som beskrevs av Golovatch, Vohland och Hoffman 1998. Pycnotropis falcata ingår i släktet Pycnotropis och familjen Aphelidesmidae. Inga underarter finns listade i Catalogue of Life.